# For Tomorrow
〈For Tomorrow〉는 영국의 얼터너티브 록 밴드 블러의 노래이다. 이 곡은 그들의 두 번째 음반인 《Modern Life Is Rubbish》의 리드 트랙이다. 1993년 4월 19일 발매된 〈For Tomorrow〉는 영국 싱글 차트 28위에 올랐다. "Visit to Primrose Hill extended" 버전의 〈For Tomorrow〉는 밴드의 컴필레이션 음반인 《Blur: The Best Of》 (《Modern Life Is Rubbish》의 유일한 곡이 피쳐링됨)와 《Midlife: A Beginner's Guide to Blur》에 수록되었다.

## 배경
이 시기에 밴드는 그들이 몹시 싫어했던 미국 투어를 떠났는데, 특히 그른의 본고장이고 관객들이 그들의 음악을 받아들이지 않았기 때문이다. 투어 이후 리드 싱어인 데이먼 알반은 매우 영국적인 느낌의 곡을 쓰기 시작했다. 이 곡은 1992년 크리스마스에 그의 부모님 집에 있는 가족 피아노에서 작곡된 그런 노래 중 하나였다. 이 밴드의 음반사 대표인 데이비드 발프는 원래 음반에 히트 싱글이 없었기 때문에 이 곡을 의뢰했다.
《Modern Life Is Rubbish》의 나머지 곡들처럼 이 곡은 스티븐 스트리트가 프로듀싱을 맡았으나 프로듀서 제프 린으로 고려되었다. 이 후렴구는 여성 백싱어들이 부르는 라라 후렴구가 특징인데, 스트리트는 모트 더 후플의 싱글에서 썬더사이즈처럼 노래를 부르도록 지시하였다. 기타리스트 그레이엄 콕슨은 "세상에 어디에 있든, 모두가 라라가 무엇을 의미하는지 알고 있다"고 설명했다. 현악 섹션인 듀크 현악 4중주단도 이 밴드에 의해 처음으로 사용되었다. 제2차 세계 대전 전투기의 커버는 영국인의 감각으로 밴드에 의해 사용되었다.

## 발매 및 반응
이 싱글은 12인치 바이닐, 카세트, CD1에 수록된 6분 길이의 "Visit to Primrose Hill extended" 버전의 중요성을 강조하기 위해 7인치 바이닐 포맷 없이 발매되었다. 이 곡은 블러의 다음 싱글 〈Chemical World〉와 일치하는, 발매 첫 주에 영국에서 28위에 올랐다. 이는 영국에서 세 번째로 낮은 차트 순위였으며, 이전 싱글 〈Popscene〉은 32위에 올랐고, 1990년 〈She's So High〉는 48위로 40위 안에 들지 못했다. 그 노래는 다른 어떤 나라에서도 차트화되지 않았다.
밴드의 다음 싱글 〈Chemical World〉와 마찬가지로 CD1에는 CD1과 CD2를 넣을 수 있는 커다란 컴팩-플러스 박스가 들어 있었지만 CD2는 별도로 판매되었다.

## 곡 목록
모든 곡들은 데이먼 알반, 그레이엄 콕슨, 알렉스 제임스, 데이브 론트리에 의해 작사/작곡하였다.
| CD1 1. "For Tomorrow" (Visit to Primrose Hill extended) – 6:00 2. "Peach" – 3:57 3. "Bone Bag" – 4:03 CD2 1. "For Tomorrow" (Single version) – 4:20 2. "When the Cows Come Home" – 3:49 3. "Beachcoma" – 3:37 4. "For Tomorrow" (Acoustic version) – 4:41 | 12인치 및 카세트 1. "For Tomorrow" (Visit to Primrose Hill extended) – 6:00 2. "Into Another" – 3:54 3. "Hanging Over" – 4:27 |